# 31664 Randiiwessen
31664 Randiiwessen è un asteroide della fascia principale. Scoperto nel 1999, presenta un'orbita caratterizzata da un semiasse maggiore pari a 2,5849999 UA e da un'eccentricità di 0,0550878, inclinata di 13,66857° rispetto all'eclittica.